# Ганзен, Пётр Готфридович
Пётр Готфридович Га́нзен (дат. Peter Emanuel Hansen; 30 сентября (12 октября) 1846, Копенгаген — 23 декабря 1930, там же) — датско-русский литературный деятель. Известен переводами, выполненными вместе с супругой Анной Васильевной.

## Биография
Пётр Ганзен родился 30 сентября (12 октября) 1846 года в городе Копенгагене.
В 1871 году из Дании переехал в Россию, около 10 лет служил в Омске и Иркутске в Северном телеграфном агентстве. Отлично изучив русский язык и литературу, Ганзен стал переводчиком с русского на датский и с датского на русский языки.
В 1881 году переехал в Санкт-Петербург. Ганзен перевёл на датский язык роман Ивана Гончарова «Обыкновенная история» (1877), что послужило поводом к дружеской переписке между Ганзеном и Гончаровым, содержащей ценный материал для характеристики русско-датских литературных связей. С 1885 года в Дании начали выходить в переводах Ганзена произведения Л. Н. Толстого. С переводом «Крейцеровой сонаты» связано личное знакомство Ганзена с Толстым.
В 1888 году Ганзен женился на Анне Васильевне Васильевой (1869—1942), которая, изучив датский язык, стала его деятельной помощницей. Супруги Ганзены перевели на русский язык скандинавских писателей — Ханса Кристиана Андерсена, Генрика Ибсена, Кнута Гамсуна, Бьёрнстьерне Бьёрнсона, Сёрена Киркегора, Юхана Августа Стриндберга, Карин Микаэлис и др. Удостоены почётного отзыва Пушкинской премии Академии наук (1907) за переводы полного собрания сочинений Г. Ибсена, вышедшего в 1903—1907 годах.
Ганзену принадлежат общественно-публицистические и критические статьи: «Борьба парламента с правительством в современной Дании» («Дело», 1877, № 1), «Норвежская литература в её главных представителях» («Правительственный вестник», 1896, № 218, 219) и др. Самостоятельные труды: «Общественная самопомощь в Дании, Норвегии и Швеции» (СПб, 1898), «Трудовая помощь в скандинавских государствах» (1900), «Опыт оздоровления деревни» (1902).
В 1917 году Ганзен выехал на родину, но продолжал интересоваться развитием советской литературы. 50-летие его деятельности вызвало отклики в советской печати (1928). В 1930 году в Ленинграде отдел Всероссийского союза писателей отметил 40-летие совместной литературной деятельности супругов-переводчиков. А. В. Васильева-Ганзен, оставшись в Петрограде, вела в 1920—1930-е годы большую литературно-общественную работу и погибла в блокаду. Среди их правнуков — Пётр Валерьевич Кожевников, Наталия Андреевна Бабич и переводчица Инна Павловна Стреблова.